# 長項矮甲鯰
長項矮甲鯰，為輻鰭魚綱鯰形目矮甲鯰科的其中一種，為熱帶淡水魚，分布於南美洲黑河流域，體長可達1.2公分，棲息在底層水域，生活習性不明。

## 扩展阅读
維基物種上的相關：長項矮甲鯰